# Godspeed (Band)
Godspeed war eine US-amerikanische Metal- und Rock-Band aus Asbury Park, New Jersey, die ca. 1991/1992 gegründet wurde und sich 1996 auflöste.

## Geschichte
Die Band wurde ca. 1991/1992 von dem Gitarristen Tom Southard, dem Schlagzeuger Tim Schoenleber (ein Freund Southards) und dem Bassisten Rob Hultz gegründet. Etwas später stieß David Blanche, der durch eine Kleinanzeige in einer lokalen Zeitung auf die Gruppe aufmerksam geworden war, als Sänger hinzu. Nach ein paar Auftritten wurde Chris Kosnik als zweiter Bassist hinzugefügt. Die Band hatte Kosnik in der Brighton Bar kennengelernt und eigentlich nach einem zweiten Gitarristen gesucht. Hultz und Southard waren bereits zuvor in der Band Social Decay tätig. Zunächst beteiligten sie sich am Tribute-Album Nativity in Black zu Ehren von Black Sabbath, an dem auch Metallica und White Zombie teilnahmen. Hierbei agierte Bruce Dickinson für Godspeed als Gast-Frontmann. Durch lokale Rezensionen war ein Mitarbeiter von Atlantic Records auf die Gruppe aufmerksam geworden, der sie nach einem Konzert ansprach. Sie einigten sich zunächst auf einen Demo-Vertrag. Durch das Demo, das vom Skid-Row-Bassisten Rachel Bolan produziert worden war, erreichte die Gruppe 1993 schließlich einen Albumvertrag. Anfang 1994 erschien das Debütalbum Ride, das erneut von Bolan produziert worden war. Die Aufnahmearbeiten hatten drei Wochen lang im Electric Lady Studio stattgefunden. Danach ging es mit Black Sabbath und Cathedral auf Tournee durch Europa. Zudem hielt die Band zwei Touren durch die USA ab, eine mit Ronnie James Dio und eine andere mit Sugartooth und Mutha’s Day Out. Nach der Auflösung im Jahr 1996 gründeten Hultz und Southard die Band Solace noch im selben Jahr, während Chris Kosnik zusammen mit Ed Mundell von Monster Magnet spielte. Für einen Auftritt am 10. November 2012 in Long Branch fand sich die Band einmalig wieder zusammen und spielte dabei zusammen mit The Escape und Electrikill.

## Stil
Christian Graf schrieb in seinem Nu Metal und Crossover Lexikon, dass sich die Band im Spannungsfeld zwischen Hard Rock, Metal und Alternative Rock gesehen hat. Alex Henderson von Allmusic schrieb in seiner Rezension zum Debütalbum Ride, dass es hierauf aggressiven, geräuschvollen Thrash Metal gibt, der jedoch nicht die Klasse von Slayer oder Metallica erreichen könne. Neben diesen beiden Bands würde auch Black Sabbath zu den Einflüssen zählen. Zudem klinge die Musik auch durch Industrial und Alternative Rock beeinflusst. Der Song My Brother vermische Metal mit Avantgarde-Jazz. Achim Karstens vom Metal Hammer merkte in seiner Rezension zum Album an, dass hierauf deutlich der Black-Sabbath-Einfluss zu hören ist. Die Musik variiere jedoch nur wenig in Tempo und Groove. Er hob zudem hervor, dass die Band zwei Bassisten hat. Der Gesang klinge geröchelt und gebe die „schwermütigen, oft depressiven Lebensweisheiten“ von Sänger Blanche wieder. Zwei Ausgaben später interviewte Karstens David Blanche. Karstens schrieb dabei, dass die Band Klänge und Riffs im Stil von Black Sabbath mit modernen, alternativen Klängen kombiniert. Blanche gab an, dass der Bassist Kosnik für den Rhythmus zuständig sei, während sich Hultz um abstraktere Dinge kümmere. Dirk Winter bemängelte im Darmstädter Echo die Durchschaubarkeit des kompositorischen Musters, denn dadurch würde das Album Ride langweilig werden. Die Texte seien plastisch und würden wahrscheinlich bedrückende Themen aus der Vergangenheit des Sängers widerspiegeln. Seine Stimme sei allerdings dünn. Buffo Schnädelbach vom Rock Hard bemerkte in seiner Rezension zum Album, dass die Gruppe es in puncto Härte mit Bands wie Pantera, White Zombie und Soundgarden aufnehmen kann. Die Musik sei eine aggressive Mischung aus Metal-Elementen im Stil von Black Sabbath und alternativen Klängen. Man könne das Album jedoch nicht dem Grunge zuordnen. Auch Schnädelbach hob den Einsatz von zwei Bassisten als charakteristisch hervor. In einem zwei Ausgaben später folgenden Interview mit Oliver Klemm gab Tom Southard an, dass die Band versucht hat, Hardcore Punk im Stil von Agnostic Front, Cro-Mags und der Bad Brains und Metal im 1970er-Jahre-Stil (besonders Black Sabbath) zu vermischen.

## Diskografie
- 1992: Demo (Demo, Eigenveröffentlichung)
- 1993: Acid Face / Time Bomb (Single, Heat Blast Records)
- 1994: Houston St. / Stubborn Ass (Single, Atlantic Records)
- 1994: Ride (Single, Atlantic Records)
- 1994: Sabbath Bloody Sabbath (Single, Atlantic Records)
- 1994: Ride (Album, Atlantic Records)